# Heriaeus peterwebbi
Heriaeus peterwebbi es una especie de araña cangrejo del género Heriaeus, familia Thomisidae. Fue descrita científicamente por van Niekerk & Dippenaar-Schoeman en 2013.

## Distribución
Esta especie se encuentra en Namibia y Sudáfrica.